# 因凡特斯新镇 (巴利亚多利德省)
因凡特斯新镇，是西班牙卡斯蒂利亚-莱昂巴利亚多利德省的一个市镇。总面积19平方公里，总人口145人（2001年），人口密度8人/平方公里。